# 5000 metri piani
I 5 000 metri piani sono una specialità sia maschile che femminile dell'atletica leggera che si corre su pista.
Sono considerati una gara di mezzofondo prolungato e fanno parte del programma olimpico. Gli atleti partono in gruppo, non hanno vincoli di corsia e, data la lunghezza di 400 m a giro, devono effettuare 12 giri e mezzo di pista.
Gli attuali campioni olimpici in carica sono il norvegese Jakob Ingebrigtsen e la keniota Beatrice Chebet, mentre i campioni mondiali sono il norvegese Jakob Ingebrigtsen e la keniota Faith Kipyegon.

## Record

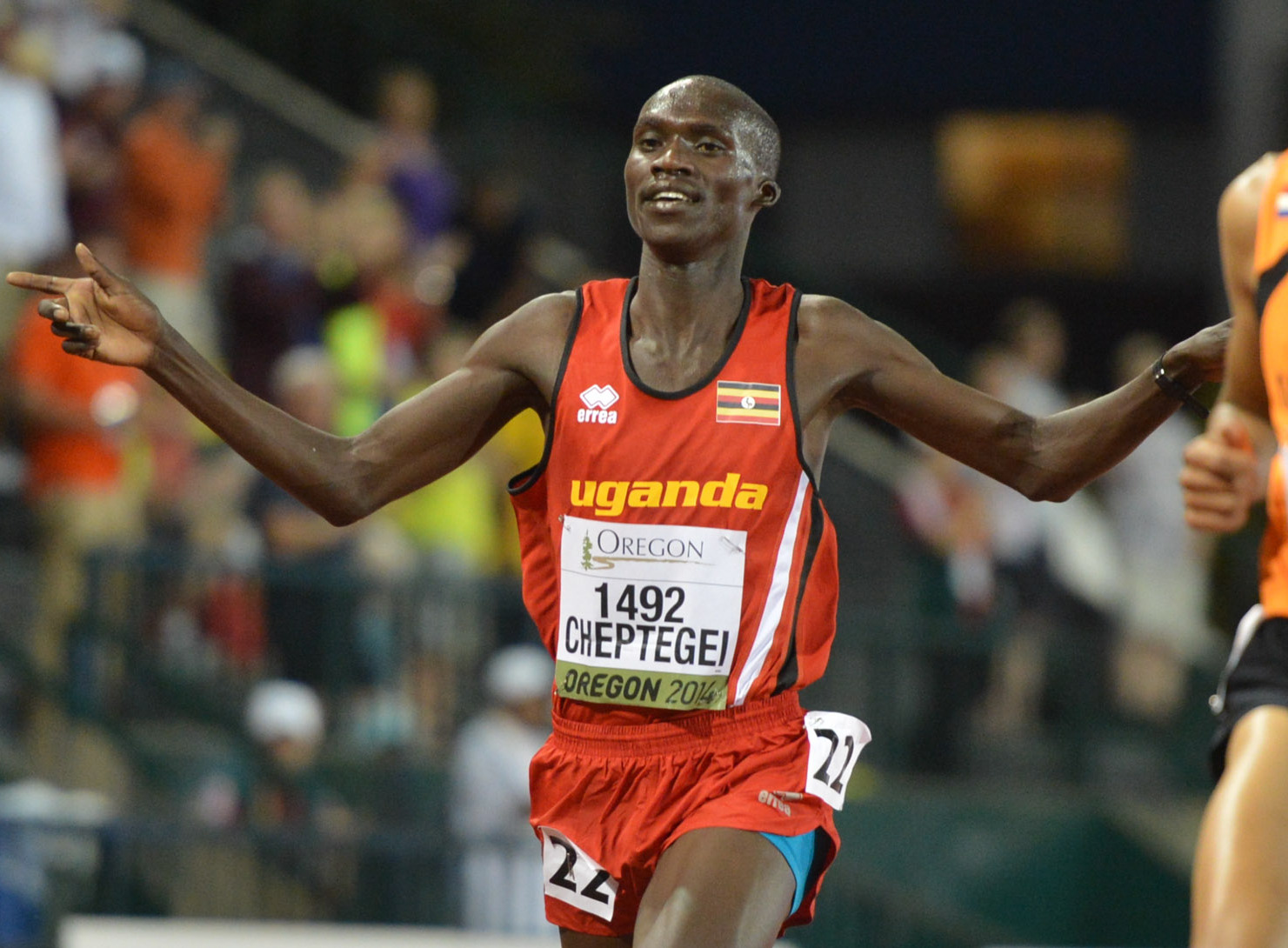
Joshua Cheptegei, primatista mondiale della specialità

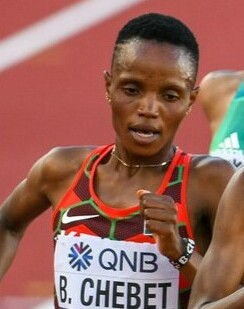
Beatrice Chebet, detentrice del record mondiale

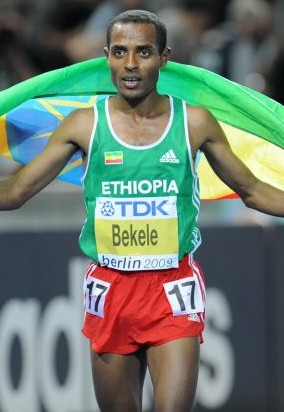
Kenenisa Bekele, detentore del record mondiale indoor

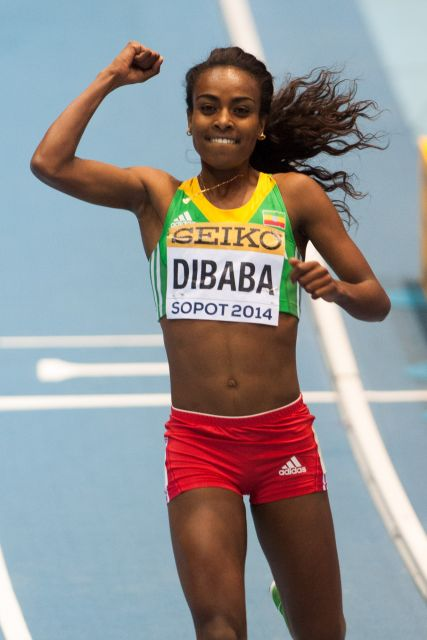
Genzebe Dibaba, primatista mondiale indoor della specialità

Il record mondiale maschile della specialità appartiene all'ugandese Joshua Cheptegei che ha percorso la distanza in 12 minuti, 35 secondi e 36 centesimi a Monaco il 14 agosto 2020, mentre il primato femminile è della keniana Beatrice Chebet che ha percorso i 5000 m in 13 minuti, 58 secondi e 06 centesimi a Eugene il 5 luglio 2025.

### Maschili
Statistiche aggiornate al 27 settembre 2024.
|                             | Tempo    | Atleta              | Luogo          | Data             |
| --------------------------- | -------- | ------------------- | -------------- | ---------------- |
| Record mondiale             | 12'35"36 | Joshua Cheptegei    | Monaco         | 14 agosto 2020   |
| Record olimpico             | 12'57"82 | Kenenisa Bekele     | Pechino        | 23 agosto 2008   |
| Record africano             | 12'35"36 | Joshua Cheptegei    | Monaco         | 14 agosto 2020   |
| Record asiatico             | 12'51"96 | Albert Rop          | Monaco         | 19 luglio 2013   |
| Record europeo              | 12'45"01 | Mohamed Katir       | Monaco         | 21 luglio 2023   |
| Record nord-centroamericano | 12'46"96 | Grant Fisher        | Bruxelles      | 2 settembre 2022 |
| Record oceaniano            | 12'55"76 | Craig Mottram       | Londra         | 30 luglio 2004   |
| Record sudamericano         | 13'05"95 | Santiago Catrofe    | Heusden-Zolder | 15 giugno 2024   |
| Record nazionale            | 13'02"26 | Yemaneberhan Crippa | Ostrava        | 8 settembre 2020 |

### Femminili
Statistiche aggiornate al 27 settembre 2024.
|                             | Tempo        | Atleta               | Luogo          | Data             |
| --------------------------- | ------------ | -------------------- | -------------- | ---------------- |
| Record mondiale             | 13'58"06     | Beatrice Chebet      | Eugene         | 5 luglio 2025    |
| Record olimpico             | 14'26"17     | Vivian Cheruiyot     | Rio de Janeiro | 19 agosto 2016   |
| Record africano             | 13'58"06     | Beatrice Chebet      | Eugene         | 5 luglio 2025    |
| Record asiatico             | 14'28"09     | Jiang Bo             | Shanghai       | 23 ottobre 1997  |
| Record europeo              | 14'13"42     | Sifan Hassan         | Londra         | 23 luglio 2023   |
| Record nord-centroamericano | 14'19"45     | Alicia Monson        | Londra         | 23 luglio 2023   |
| Record oceaniano            | 14'39"89 (i) | Kimberley Smith      | New York       | 27 febbraio 2009 |
| Record sudamericano         | 14'36"59     | Joselyn Daniely Brea | Los Angeles    | 17 maggio 2024   |
| Record nazionale            | 14'23"15     | Nadia Battocletti    | Roma           | 6 giugno 2025    |

### Maschili indoor
Statistiche aggiornate al 27 gennaio 2023.
|                             | Tempo    | Atleta              | Luogo         | Data             |
| --------------------------- | -------- | ------------------- | ------------- | ---------------- |
| Record mondiale             | 12'49"60 | Kenenisa Bekele     | Birmingham    | 20 febbraio 2004 |
| Record africano             | 12'49"60 | Kenenisa Bekele     | Birmingham    | 20 febbraio 2004 |
| Record asiatico             | 13'08"41 | Kieran Tuntivate    | Boston        | 12 febbraio 2022 |
| Record europeo              | 12'57"08 | Marc Scott          | Boston        | 12 febbraio 2022 |
| Record nord-centroamericano | 12'51"61 | William Kincaid     | Boston        | 27 gennaio 2023  |
| Record oceaniano            | 13'09"96 | Oliver Hoare        | Boston        | 4 dicembre 2021  |
| Record sudamericano         | 13'42"54 | Antonio Silio       | San Sebastián | 20 febbraio 1990 |
| Record nazionale            | 13'23"99 | Yemaneberhan Crippa | Birmingham    | 18 febbraio 2017 |

### Femminili indoor
Statistiche aggiornate al 27 febbraio 2022.
|                             | Tempo    | Atleta                   | Luogo        | Data             |
| --------------------------- | -------- | ------------------------ | ------------ | ---------------- |
| Record mondiale             | 14'18"86 | Genzebe Dibaba           | Stoccolma    | 19 febbraio 2015 |
| Record africano             | 14'18"86 | Genzebe Dibaba           | Stoccolma    | 19 febbraio 2015 |
| Record asiatico             | 15'23"87 | Mikuni Yada              | Boston       | 27 febbraio 2022 |
| Record europeo              | 14'30"79 | Konstanze Klosterhalfen  | Boston       | 27 febbraio 2020 |
| Record nord-centroamericano | 14'31"38 | Gabriela DeBues-Stafford | Boston       | 11 febbraio 2022 |
| Record oceaniano            | 14'39"89 | Kimberley Smith          | New York     | 27 febbraio 2009 |
| Record sudamericano         | 16'12"58 | María Elena Calle        | Fayetteville | 10 marzo 2000    |
| Record nazionale            | 16'47"04 | Claudia Menconi          | Stoccolma    | 25 febbraio 1996 |

Legenda:
: record mondiale
: record olimpico
: record africano
: record asiatico
: record europeo
: record nord-centroamericano e caraibico
: record oceaniano
: record sudamericano
: record italiano

## Migliori atleti

### Maschili outdoor
Statistiche aggiornate al 27 settembre 2024.
|     | Tempo    | Atleta               | Luogo     | Data           |
| --- | -------- | -------------------- | --------- | -------------- |
| 1.  | 12'35"36 | Joshua Cheptegei     | Monaco    | 14 agosto 2020 |
| 2.  | 12'36"73 | Hagos Gebrhiwet      | Oslo      | 30 maggio 2024 |
| 3.  | 12'37"35 | Kenenisa Bekele      | Hengelo   | 31 maggio 2004 |
| 4.  | 12'38"95 | Yomif Kejelcha       | Oslo      | 30 maggio 2024 |
| 5.  | 12'39"36 | Haile Gebrselassie   | Helsinki  | 13 giugno 1998 |
| 6.  | 12'39"74 | Daniel Komen         | Bruxelles | 22 agosto 1997 |
| 7.  | 12'40"45 | Berihu Aregawi       | Losanna   | 30 giugno 2023 |
| 8.  | 12'40"96 | Jacob Kiplimo        | Oslo      | 30 maggio 2024 |
| 9.  | 12'42"70 | Telahun Haile Bekele | Monaco    | 21 luglio 2023 |
| 10. | 12'43"02 | Selemon Barega       | Bruxelles | 31 agosto 2018 |

### Femminili outdoor
Statistiche aggiornate al 5 luglio 2025.
|     | Tempo    | Atleta           | Luogo     | Data              |
| --- | -------- | ---------------- | --------- | ----------------- |
| 1.  | 13'58"06 | Beatrice Chebet  | Eugene    | 5 luglio 2025     |
| 2.  | 14'00"21 | Gudaf Tsegay     | Eugene    | 17 settembre 2023 |
| 3.  | 14'05"20 | Faith Kipyegon   | Parigi    | 9 giugno 2023     |
| 4.  | 14'06"62 | Letesenbet Gidey | Valencia  | 7 ottobre 2020    |
| 5.  | 14'11"15 | Tirunesh Dibaba  | Oslo      | 6 giugno 2008     |
| 6.  | 14'12"59 | Almaz Ayana      | Roma      | 2 giugno 2016     |
| 7.  | 14'12"88 | Meseret Defar    | Stoccolma | 22 luglio 2008    |
| 8.  | 14'12"98 | Ejgayehu Taye    | Eugene    | 27 maggio 2022    |
| 9.  | 14'13"42 | Sifan Hassan     | Londra    | 23 luglio 2023    |
| 10. | 14'15"24 | Senbere Teferi   | Hengelo   | 8 giugno 2021     |

### Maschili indoor
Statistiche aggiornate al 28 gennaio 2023.
|     | Tempo    | Atleta             | Luogo      | Data             |
| --- | -------- | ------------------ | ---------- | ---------------- |
| 1.  | 12'49"60 | Kenenisa Bekele    | Birmingham | 20 febbraio 2004 |
| 2.  | 12'50"38 | Haile Gebrselassie | Birmingham | 14 febbraio 1999 |
| 3.  | 12'51"48 | Daniel Komen       | Stoccolma  | 19 febbraio 1998 |
| 4.  | 12'51"61 | William Kincaid    | Boston     | 27 gennaio 2023  |
| 5.  | 12'53"29 | Isiah Koech        | Düsseldorf | 11 febbraio 2011 |
| 6.  | 12'53"73 | Grant Fisher       | Boston     | 12 febbraio 2022 |
| 7.  | 12'54"99 | Joe Klecker        | Boston     | 27 gennaio 2023  |
| 8.  | 12'55"72 | Eliud Kipchoge     | Düsseldorf | 11 febbraio 2011 |
| 9.  | 12'56"87 | Mohammed Ahmed     | Boston     | 12 febbraio 2022 |
| 10. | 12'57"08 | Marc Scott         | Boston     | 12 febbraio 2022 |

### Femminili indoor
Statistiche aggiornate all'11 febbraio 2022.
|     | Tempo    | Atleta                   | Luogo     | Data             |
| --- | -------- | ------------------------ | --------- | ---------------- |
| 1.  | 14'18"86 | Genzebe Dibaba           | Stoccolma | 19 febbraio 2015 |
| 2.  | 14'24"37 | Meseret Defar            | Stoccolma | 18 febbraio 2009 |
| 3.  | 14'27"42 | Tirunesh Dibaba          | Boston    | 27 gennaio 2007  |
| 4.  | 14'30"79 | Konstanze Klosterhalfen  | Boston    | 27 febbraio 2020 |
| 5.  | 14'31"38 | Gabriela DeBues-Stafford | Boston    | 11 febbraio 2022 |
| 6.  | 14'33"17 | Elise Cranny             | Boston    | 11 febbraio 2022 |
| 7.  | 14'39"29 | Berhane Adere            | Stoccarda | 31 gennaio 2004  |
| 8.  | 14'39"89 | Kimberley Smith          | New York  | 27 febbraio 2009 |
| 9.  | 14'46"80 | Sentayehu Ejigu          | Stoccolma | 10 febbraio 2010 |
| 10. | 14'47"35 | Gabriela Szabó           | Dortmund  | 13 febbraio 1999 |